# Marquesado de Ahumada
El marquesado de Ahumada es un título nobiliario español creado el 7 de abril de 1764, por el rey Carlos III a favor de Catalina Vera y Leiva.

## Marqueses de Ahumada
|                         | Titular                         | Periodo                 |
| Creación por Carlos III | Creación por Carlos III         | Creación por Carlos III |
| ----------------------- | ------------------------------- | ----------------------- |
| I                       | Catalina de Vera y Leiva        | 1764-¿?                 |
| II                      | Francisco Javier Girón y Aragón | 1850-1899               |
| III                     | Agustín Girón y Aragón          | 1901-1912               |
| IV                      | Francisco Javier Girón y Méndez | 1912-1924               |
| V                       | Ana María Girón y Canthal       | 1925-1966               |
| VI                      | Diego Chico de Guzmán y Girón   | 1966-actual titular     |

## Historia de los marqueses de Ahumada
- Catalina de Vera y Leiva, I marquesa de Ahumada.[1]

Casó con Francisco Pablo de Ahumada y Villalón, I marqués de las Amarillas, hijo de Bartolomé Félix de Ahumada y Ahumada y de Luisa Gertrudis Fernández de Villalón y Narváez. Solamente tuvieron una hija, Luisa María de Ahumada y Vera, II marquesa de las Amarillas. En el marquesado de Ahumada, sucedió, por rehabilitación:
Rehabilitado en 1850
- Francisco Javier Girón y Aragón (Sevilla, 31 de agosto de 1838-1839-Zaragoza, 6 de octubre de 1899),[5] II marqués de Ahumada,[6][1] Era hijo de Francisco Javier Girón y Ezpeleta, II duque de Ahumada, grande de España,[7] V marqués de las Amarillas,  gran cruz de la Orden de Carlos III, fundador de la Guardia Civil,[8] y de su esposa, Nicolasa de Aragón y Arias de Saavedra, dama noble de la Orden de María Luisa.[9]

Casó, el 3 de noviembre de 1889, en Varsovia, con Enriqueta María Mathieu y Merle, princesa de Baratoff. Sin descendencia, sucedió su hermano en 1901:
- Agustín Girón y Aragón (1843-14 de abril de 1925), III marqués de Ahumada,[1][10][11] VII marqués de las Amarillas, IV duque de Ahumada, grande de España,[7] XIII vizcondado de las Torres de Luzón, grande de España, capitán de infantería, miembro del Consejo de Estado, teniente alcalde de Madrid, diputado a Cortes, maestrante de Ronda, caballero de la Orden de Carlos III y de la Orden de Cristo en Portugal.[10]

Casó, el 15 de octubre de 1870, con María Dolores Armero y Peñalver (La Habana, 1850-Madrid, 1935), dama de la Reina Victoria Eugenia de España, hija de Antonio de Armero y Fernández de Peñaranda, y de María Teresa de Peñalver y Cárdenas. Sin descendientes, le sucedió su sobrino, hijo de su hermano Luis María Girón y Aragón y de su primera esposa, Ana María Méndez Bryan: Le sucedió, en 1912:
- Francisco Javier Girón y Méndez (Madrid, 22 de marzo de 1877-Madrid, 14 de mayo de 1924), IV marqués de Ahumada.[12]

Casó con Emilia Canthal y Girón. Le sucedió en 1925 su hija:
- Ana María Girón y Canthal (Madrid, 27 de agosto de 1917-Madrid, 15 de abril de 1972), V marquesa de Ahumada,[13][12]  V duquesa de Ahumada, grande de España[7][14] y VIII marquesa de las Amarillas.

Casó, el 1 de julio de 1943, con Diego Chico de Guzmán y Mencos, V conde de la Real Piedad, caballero de la Orden de Santiago y maestrante de Ronda, hijo de Diego Chico de Guzmán y Chico de Guzmán, IV conde de la Real Piedad, caballero de Santiago y maestrante de Granada, y de su esposa, Isabel de Mencos y Bernaldo de Quirós. Le sucedió en 1966, por distribución, su hijo:
- Diego Chico de Guzmán y Girón (n. Madrid, 22 de abril de 1947), VI marqués de Ahumada[15][16] y maestrante de Ronda.

Casó, el 31 de mayo de 1976, en Madrid, con Blanca Escrivá de Romaní y Mora, hija de Ildefonso Escrivá de Romaní y Patiño, IX marqués de Aguilar de Ebro, y de su esposa, María de las Nieves de Mora y Aragón, hermana de Fabiola de Mora y Aragón, reina consorte de los Belgas, padres de: María de las Nieves (n. 26 de diciembre de 1977); Ana María (n. 27 de julio de 1981); y Diego Chico de Guzmán y Escrivá de Romaní (n. 4 de agosto de 1982).